# Verspreide stukken
Verspreide stukken is een verzamelbundel van stukken van Multatuli. Deze bundel werd voor het eerst uitgegeven in 1865. In 1871 kwam er een heruitgave waarin een aantal stukken waren toegevoegd.
In het tijdschrift Over Multatuli, jaargang 22, nummer 45, 2000 wordt op pagina's 52-63 de drukgeschiedenis van Verspreide stukken behandeld. Dat artikel is van de hand van C.C.A.E. Keijsper en J.T.W.A. Cornelisse.

## Inhoud van de bundel
De bundel Verspreide stukken bevat de volgende werken:
- 1860 - Brief aan den Gouverneur-Generaal in Ruste
- 1860 - Brief aan Ds. W. Francken over den Max Havelaar
- 1861 - Wys my de plaats waar ik gezaaid heb
- 1862 - Japansche gesprekken
- 1859 - Geloofsbelijdenis
- 1861 - Het gebed van de Onwetende
- 1863 - De school des levens
- 1865 - De zegen Gods door Waterloo
- 1869 - Maatschappy tot nut van den Javaan
- 1872 - Brief aan den Koning over de openingsrede van Sept. 1872

## Drukgeschiedenis

### 1865, Herdrukken, R.C.Meijer, Amsterdam, VIII, 1-146, octavo
- Wijs mij de plaats waar ik gezaaid heb!
- Japansche gesprekken
- Geloofsbelijdenis
- Het gebed van de onwetende
- De school des Levens (Laura Ernst)
- De zegen Gods door Waterloo
- Brief aan den Gouverneur-Generaal in Ruste
- Brief aan Ds.W.Francken Az.

Van de 8 titels in dit boek zijn er zes opgenomen in:

### 1865, Verspreide Stukken, overgenomen uit de Herdrukken, R.C.Meijer, Amsterdam, octavo
- Geloofsbelijdenis,
- Het gebed van den Onwetende
- De School des Levens
- De Zegen Gods door Waterloo
- Brief aan den Gouverneur-Generaal in Ruste
- Brief aan Ds. W. Francken over den Max Havelaar

Deze teksten zijn eerder verschenen, soms bij een andere uitgever, soms afzonderlijk, of geplaatst in een tijdschrift. Al deze stukken waren ook afzonderlijk verkrijgbaar, ook in een bundel naar eigen voorkeur. Zo bood Meijer ook een bundel aan van "Verspreide Stukken, tezamen met "Minnebrieven" en "De Maatschappij tot het nut van den Javaan".
In 1870 nam G.L.Funke de rechten op veel van R.C. Meijers uitgaven over. Tezamen met de restanten - meestal - ongebonden vellen. Direct werd aan een herdruk begonnen. Zoals blijkt uit een brief van Funke aan Multatuli op 20 augustus 1871. Funke vroeg Multatuli om medewerking aan toekomstige uitgaven, en bood geld voor de correctiewerkzaamheden.

### 1871, Verspreide Stukken, nieuwe druk, G.L.Funke, Amsterdam, 1-158, octavo.
Toegevoegd is:
- Maatschappy tot nut van den Javaan

Deze uitgave is ook te vinden met 1872 op het titelblad, verder is het boek geheel van hetzelfde zetsel: dit verschijnsel heet: "titel-uitgave". Daarnaast werden alle stukken in deze bundel door Funke ook apart uitgegeven, en in groot octavo aangeboden. Zoals blijkt uit de fondslijsten die Funke mee liet binden in diverse uitgaven. Soms is dat van hetzelfde zetsel, maar een andere keer is de tekst toch weer opnieuw gezet. Het is wat lastig dit soort van uitgaven te vinden en te identificeren, want veel is verloren gegaan. De beste kans is ze te vinden in een convoluut, een aantal apart uitgegeven teksten, die de eigenaar heeft laten samenbinden in een band. Op die manier is er een extra Funke-versie gevonden van : "het gebed van de onwetende".
Najaar 1874 vroeg Funke aan Dekker om de bundel "Verspreide Stukken" nog eens te herzien, het resultaat was:

### 1875, Verspreide Stukken, G.L.Funke, Amsterdam, 1-159, octavo
Toegevoegd is :
- Brief aan den Koning over de openingsrede van Sept. 1872

Vier jaar later vroeg Funke aan Multatuli, nog een keer de tekst te door te lezen en van commentaar te voorzien. Uiteindelijk kwam het daar niet van, Multatuli was onmachtig, en daarom besloot Funke de bundels dan maar uit te geven zonder auteurs-correctie, om voldoende voorraad te houden.

### 1879, zesde druk, Verspreide Stukken, G.L.Funke, Amsterdam, 1-159, octavo
Enkel deze druk bevat een aanduiding tot welke editie het behoort. In alle voorgaande edities is niets te vinden van zoiets als "tweede druk", "derde oplaag" etc. Hoe uiteindelijk Funke tot het getal "zes" komt voor de uitgave van 1879, is dan ook niet geheel duidelijk.

### De Dubbeldruk
Van deze zesde druk zijn er echter twee varianten gevonden: 1879-A en 1879-B, die dan wel zeer op elkaar lijken, maar in vele details toch verschillen. Dit heet dubbeldruk.
Bij Multatuli's uitgaven zijn veel meer voorbeelden van dit verschijnsel bekend. Het eerste voorbeeld daarvan werd ontdekt bij de tweede druk uit 1860 van de Max Havelaar
Een boek moest in de negentiende eeuw voor een herdruk volledig opnieuw met de hand opnieuw worden gezet. Staand zetsel, dat is zetsel bewaren voor een eventuele herdruk, dat was voor kleine drukkers in die tijd onbetaalbaar. Zelfs voor grote drukkerijen niet te doen. Nu kan bij een herdruk in handzetsel gepoogd worden een voorgaande druk geheel te kopiëren. Dit heet een: "regel-voor-regel-herdruk". Maar juist omdat het handwerk is, lukt dat toch nooit helemaal. Met een kopie op transparante vellen, kunnen verschillen gemakkelijk worden opgespoord.
In exemplaren van deze druk kunnen verschillen worden aangetoond in:
- zetsel-varianten:
  - door het gebruik van verschillende lettertekens, als die bijvoorbeeld niet voorradig zijn in de kast.
- plaats pagina-cijfer en katern-signaturen
- hand van zetten
  - iedere handzetter had zo zijn eigen ingesleten gewoonten. Een boek van redelijke omvang, werd meestal niet door een maar door meerdere zetters tegelijk gezet. Anders schoot het niet op. Binnen één boek geeft dat al bij nauwkeurige analyse verschillen, een hele uitgaaf in alle details in handzetsel navolgen, is niet te doen.
- woordafbrekingen
- tekstvarianten
  - een fout gelezen door de zetter, en later niet verbeterd door de corrector, blijft staan in het zetsel.

Overeenkomsten en verschillen met de druk uit 1875 maken het dan mogelijk een waarschijnlijke volgorde aan te wijzen: De volgende tabel maakt het mogelijk de versies te onderscheiden:
| pagina: | 4e druk 1875 | 6e druk 1879-A | 6e druk 1879-B |
| p. 3    | den Ha-      | den Ha-        | den            |
| p. 5    | den Have-    | den Have-      | den Ha-        |
| p. 5    | genoegen     | genoegen ge-   | genoegen       |
| p. 6    | hebben. Mis- | hebben. Mis.   | hebben         |
| p. 64   | voort        | voort          | voort dat      |

Bandjes met enkel "Verspreide Stukken" zijn vrij zeldzaam. Meestal is deze uitgave samengebonden met een druk van "Minnebrieven". Hiervan zijn vele verschillende combinaties gevonden. Toen Funke de rechten overnam van R.C. Meijer, kreeg hij er ook alle onverkochte exemplaren mee. Het was gebruikelijk die snel goedkoop weg te doen en te verkopen, voordat een nieuwe oplaag werd opgelegd.
Funke deed dat juist niet: hij maakte een herdruk en verkocht enkel zijn "eigen" herdrukken. In 1880 gingen de rechten van Funke via een veiling over naar de nieuw opgerichte uitgeverij Elsevier. Daarmee kwamen ook de oude restanten, die soms zelfs nog van R.C. Meijer stamden in bezit van Elsevier. Hetgeen gebleken is uit de vele verschillende combinaties Minnebrieven en Verspreide Stukken die in Elsevier-bandjes gevonden zijn.
De volgende combinaties zijn in openbare bibliotheken in te zien:
| Minnebrieven          | Verspreide Stukken  | band     | vindplaats          |
| 7e druk Elsevier 1881 | type A (zesde druk) | Elsevier | UB Leiden Hotz 4144 |
| 4e oplaag Meijer 1865 | type B (dubbeldruk) | Elsevier | UBA, F219           |

Dit alles maakt het waarschijnlijk, dat pas nadat de uitgave van 1881 van Minnebrieven was uitgebracht, door Elsevier werd besloten om ook de oude restanten Minnebrieven uit te verkopen. Kennelijk waren op dat moment niet voldoende exemplaren "Verspreide Stukken" meer voorhanden om met Minnebrieven samen te binden. Er werd besloten om bij te drukken. Hetgeen heus een hele onderneming was, die enkel rendabel was bij een behoorlijke oplaag. Analyse van verkoopcijfers en oplagecijfers maakt het extra aannemelijk, dat niet Funke, maar dat Elsevier verantwoordelijk was voor deze "dubbeldruk".